# Мюнире-султан
Мюнире́-султа́н (тур. Münire Sultan; 8/9 декабря 1844 года, Стамбул — 29 июня/9 июля 1862 года, там же) — дочь османского султана Абдул-Меджида I от его жены Вердидженан Кадын-эфенди. Первым мужем Мюнире был сын египетского хедива Аббаса I Хильми Ибрагим Ильхами-паша.

## Биография
Мюнире-султан родилась 8 или 9 декабря 1844 года в стамбульском дворце Топкапы и была дочерью османского султана Абдул-Меджида I и его третьей или шестой жены Вердидженан Кадын-эфенди. У Мюнире был один полнородный брат Ахмед Кемаледдин-эфенди, а также 41 единокровных брата и сестры; одна из единокровных сестёр, Медиха-султан, с пятилетнего возраста воспитывалась матерью Мюнире. Сама Мюнире-султан получила хорошее дворцовое образование, кроме того, брала уроки игры на фортепиано у мадемуазель Романо.
Мюнире-султан вместе с близкими по возрасту сёстрами Рефией и Джемиле рассматривалась в качестве невесты сына египетского хедива Аббаса I Хильми Ибрагима Ильхами-паши, и выбор пал именно на Мюнире. Турецкие историки Недждет Сакаоглу и Чагатай Улучай указывали, что помолвка была двойной — в тот день Джемиле обручилась с Махмудом Джелаледдином-пашой. Сакаоглу указал 17 мая 1858 года датой заключения помолвки. Пышные торжества, состоявшиеся на фоне поражения османской армии в Черногории и восстания на Крите, вызвали недоумение в народе. Придворная дама Лейла Саз в своих мемуарах подсчитала, что в результате помолвки Мюнире получила подарков на несколько тысяч лир: среди даров были кольцо с драгоценным камнем, пара серёг в виде скопления драгоценных камней, духи на серебряных подносах с хрустальными крышками, сладости в хрустальных чашах и китайском фарфоре, а также кувшины для сиропов. Пышная свадьба Мюнире и Ибрагима состоялась 10 или 11 июня того года в особняке писца Мустафы Нури-паши в Ваникёе. По приказу их отца в Фындыклы для Мюнире и Джемиле был построен двойной дворец Чифте; после свадьбы Мюнире-султан с Ибрагимом заняла покои в Чифте со стороны Салыпазан. Брак продлился всего два года — 10 сентября 1860 года Ибрагим Ильхами скончался в возрасте всего 24 лет.
Пять месяцев спустя, в январе 1861 года, Абдул-Меджид I выдал овдовевшую шестнадцатилетнюю дочь за ферика (генерал-лейтенанта) Ибрагима-пашу, сына главнокомандующего Хасана Рызы-паши. Брак продлился меньше полутора лет — Мюнире умерла 29 июня или 9 июля 1862 года. Мюнире-султан была похоронена в Новом тюрбе за мавзолеем Накшидиль Валиде-султан в Фатихе, который позднее получил имя Гюлюсту Ханым-эфенди.

## Потомство
Сакаоглу и османский историк Сюрея Мехмед-бей указывали, что у Мюнире-султан был сын от первого брака султанзаде Алаэддин-бей, умерший в 1890/1891 годах.
Мемуарист Харун Ачба писал, что у Мюнире была дочь Эмине Неджибе Ханым-султан (1858—1931), которая позднее стала женой хедива Тауфика-паши и матерью другого египетского хедива — Аббаса II Хильми. Кроме того, дочерьми Мюнире от Ибрагима называют Зейнаб Ханым-султан (1859—1918) и Тевхиде Ханым-султан (1860—1882).
Османист Энтони Олдерсон без каких-либо подробностей указал, что у Мюнире были дети от второго брака.

## Комментарии
1. ↑  Ахмед Джевдет-паша писал, что Мюнире родилась 28 зу-ль-када 1260 года по хиджре[1]. Эту же дату указал и турецкий историк Чагатай Улучай, отметив, что дата соответствует 8 декабря 1844 года по грегорианскому календарю[2].